# Mary af Teck
Mary af Teck (født Victoria Mary Augusta Louisa Olga Pauline Claudine Agnes 26. maj 1867 i Kensington Palace, London; død 24. marts 1953 i Marlborough House, London), var dronning af Storbritannien og Irland og kejserinde af Indien fra 1910 til 1936. Hun var gift med kong Georg 5. og var farmor til dronning Elizabeth.
Mary blev i familien kaldt "May", fordi hun var født i maj. Hun var ældst af fire børn og tjente tidligt som fredsmægler blandt sine tre yngre brødre. Gennem Mary er det britiske kongehus beslægtet med grev Dracula.

## Baggrund
Mary var født prinsesse af Teck, som lå i det tyske kongerige Württemberg, men hun var født og opvokset i England. Hendes forældre var Franz, hertug af Teck, og prinsesse Mary Adelaide af Cambridge, som var kong Georg 3.s barnebarn. Da Mary altså var oldebarn af Georg 3., blev hun regnet som "kongelig"; men da hendes farfar, hertug Alexander af Württemberg, havde giftet sig under sin stand, tabte hans børn retten til at arve hans titler og kongelige status. Mary blev derfor anset som for kongelig til at giftes ind i det britiske aristokrati, men samtidig var hun ikke kongelig nok til at komme i betragtning hos de andre kongehuse rundt om i Europa. Til overmål var hendes far erklæret sindssyg, mens hendes rovgriske mor havde ruineret familien og tvunget den i eksil.

## Forlovelser og ægteskab
Dronning Victoria var villig til at se bort fra alle disse uheldige omstændigheder i Marys bagland, da hendes barnebarn, prins Albert, hertug af Clarence og Avondale, skulle finde en passende brud. Denne venlige, men ubeslutsomme og dumme, unge mand havde angiveligt fået et barn med en gift kvinde, deltaget aktivt i en orgie på et homoseksuelt bordel i London, pådraget sig gonorré og var på et tidspunkt også mistænkt for at være seriemorderen Jack the Ripper. Selvom Mary var forelsket i en helt anden, blev hun som 24-årig trolovet med prinsen, men seks uger efter deres trolovelse døde han uventet af lungebetændelse. I sine sidste øjeblik kaldte han højt på en tidligere elsker.
Året efter, 1893, blev Mary forlovet med prins Alberts yngre bror, Georg, som senere blev Storbritanniens konge. Mary bar - før sin mands tronbestigelse i 1910 - titlerne hertuginde af York (1893-1901), hertuginde af Cornwall (1901) og prinsesse af Wales (1901-1910).

## Dronning
Mary var kendt som kleptoman. Hun stjal små genstande, hun syntes om, når hun var hjemme hos folk.
Som dronning var hun til støtte for sin sygelige mand, som regerede under første verdenskrig og de politiske forandringer i kølvandet af krigen. Parret fik seks børn, som Mary ikke havde større interesse for. De voksede op i kærlighedsløse omgivelser hos tjenestefolk, der kneb dem. Den yngste, John, blev født handicappet med epilepsi i 1905. Han blev gemt væk med sygeplejere, til han døde som 14 årig.
Ved Georg 5.s død i 1936 blev Mary dronningemoder, da hendes ældste søn, Edvard, besteg den britiske trone. Han abdicerede til Marys store ærgrelse samme år, da han ønskede at gifte sig med den fraskilte amerikanerinde Wallis Simpson. Mary støttede derefter sin næstældste søn, Albert, da han overtog tronen som Georg 6.
Georg 6. regerede som Storbritanniens konge til sin død i 1952. Enkedronning Mary døde det følgende år under Elizabeth 2., ti uger før barnebarnet blev kronet til dronning.

## Titler
- 26. maj 1867 - 6. juli 1893: Hendes Højvelbårenhed Prinsesse Victoria Mary af Teck
- 6. juli 1893 - 22. januar 1901: Hendes Kongelige Højhed Hertuginden af York
- 22. januar 1901 - 9. november 1901: Hendes Kongelige Højhed Hertuginden af York og Cornwall
- 9. november 1901 - 6. maj 1910: Hendes Kongelige Højhed Prinsessen af Wales
- 6. maj 1910 - 20. januar 1936: Hendes Majestæt Dronningen
- 20. januar 1936 - 24. marts 1953: Hendes Majestæt Dronning Mary

## Børn, børnebørn og oldebørn
- kong Edward 8. af Storbritannien (1894 – 1972), gift med Wallis Simpson (1896 – 1986). Parret havde ingen børn.
- kong Georg 6. af Storbritannien (1895 – 1952), gift med Elizabeth Bowes-Lyon (1900 – 2002). Elizabeth var dronning i 1936 – 1952 og derefter dronningemoder.
  - regerende dronning Elizabeth 2. af Storbritannien (født 1926), gift med prinsgemal prins Philip, hertug af Edinburgh (født 1921).
    - tronfølger Charles, prins af Wales (født 1948), gift først med prinsesse Diana (1961 – 1997) og senere med Camilla, hertuginde af Cornwall (født 1947).
    - Princess Royal Anne af Storbritannien (født 1950), gift først med kaptajn Mark Phillips (født 1948) og senere med sir Timothy Laurence (født 1955).
    - prins Andrew, hertug af York (født 1960), gift med Sarah, hertuginde af York (født 1959) i 1986 – 1996.
    - prins Edward, jarl af Wessex (født 1964), gift med Sophie, grevinde af Wessex (født 1965).

  - Prinsesse Margaret, grevinde af Snowdon (1930 – 2002), gift med Antony Armstrong-Jones, 1. jarl af Snowdon (1930 - 2017).
    - David Armstrong-Jones, 2. jarl af Snowdon (født 1961), gift med den ærede Serena Alleyne Stanhope (født 1970).
    - lady Sarah Chatto (født 1964), gift med Daniel Chatto (født 1957).
- Mary, Princess Royal (1897–1965), gift 1922 med Henry Lascelles, 6. jarl af Harewood, (1882–1947).
  - George Lascelles, 7. jarl af Harewood (1923–2011).
    - David Lascelles, 8. jarl of Harewood (født 1950).
    - den ærede James Lascelles (født 1953).
    - den ærede Jeremy Lascelles (født 1955).
    - den ærede Mark Hubert Lascelles (født 1964).

  - den ærede Gerald David Lascelles (1924–1998).
    - Henry Ulick Lascelles (født 1953).
    - Martin David Lascelles (født 1962).
- prins Henry, hertug af Gloucester (1900–1974), gift 1935 med lady Alice Christabel Montagu Douglas Scott (1901–2004).
  - prins William af Gloucester (1941-1972), ugift.
  - prins Richard, hertug af Gloucester (født 1944), gift med den danskfødte Birgitte Eva Henriksen (født 1946).
    - Alexander Windsor, jarl af Ulster (født 1974), gift med Claire Booth (født 1977).
    - lady Davina Lewis (født 1977), gift med Gary Christie Lewis (født 1970).
    - lady Rose Gilman (født 1980), gift med George Gilman.
- prins George, hertug af Kent (1902–1942), gift 1934 med Marina af Grækenland og Danmark (1906–1968).
  - prins Edvard, hertug af Kent (født 1935), Katharine, hertuginde af Kent (født 1933).
    - George Windsor, jarl af St. Andrews (født 1962), gift med Sylvana Palma Tomaselli (født 1957).
    - lady Helen Taylor (født 1964), gift med Timothy Verner Taylor (født 1963).
    - lord Nicholas Windsor (født 1970), gift med prinsesse Paola Doimi de Lupis de Frankopan Šubic Zrinski (født 1969).

  - prinsesse Alexandra, den ærede lady Ogilvy (født 1936), gift med sir Angus Ogilvy (1928 – 2004).
    - James Ogilvy (født 1964), gift med Julia Caroline Rawlinson (født 1964).
    - Marina Victoria Alexandra Ogilvy (født 1966), var gift med Paul Mowatt (født 1962). De har to børn.

  - prins Michael af Kent (født 1942), gift med baronesse Marie Christine Anna Agnes Hedwig Ida von Reibnitz (født 1945).
    - Lord Frederick Windsor (født 1979) (kendt som Freddie Windsor), gift med Lady Frederick Windsor (skuespillerinden Sophie Winkleman, født 1980).
    - Lady Gabriella Windsor (født 1981), er skribent under navnet Ella Windsor.
- prins John, (1905–1919).